# 刘中汉
刘中汉（1969年8月—），安徽枞阳人，中华人民共和国地方政治人物。现任亳州市委常委。

## 人物经历
1988年6月，毕业于枞阳师范学校。之后在枞阳县新开中心小学工作。
1990年4月，担任枞阳县新开乡政府秘书。
1991年2月，加入中国共产党。1991年5月，担任枞阳县委办公室秘书、副科级秘书。
1997年12月，担任安庆市财政局副科级秘书。期间于1999年12自考安徽师范大学汉语言文学专业本科毕业。
1999年12月，担任共青团安庆市委副书记。
2005年，出任中共怀宁县委常委、政法委书记。
2008年10月，担任中共怀宁县委副书记、县纪委书记。
2009年5月，担任安庆市旅游局局长。
2011年12月，出任中共岳西县委副书记、代县长。
2012年2月，正式担任岳西县县长。
2015年12月，拟任中共桐城市委书记。
2016年1月13日，正式任命安徽省桐城市委委员、常委、书记。
2020年3月任中共亳州市委常委、政法委书记。

## 职务任免
2020年3月24日，安徽省委组织部发布干部任前公示公告，其中包括刘中汉拟任亳州市委常委。4月21日上午，亳州市委常委刘中汉到该院调研。这意味着，桐城市委书记刘中汉已北上亳州市，出任市委常委。